# Bernhard Rothfos
Johannes Bernhard Rothfos (* 4. September 1898 in St. Magnus; † 21. Juni 1998 in Hamburg) war ein deutscher Unternehmer und Kaufmann.

## Leben und Wirken
Bernhard Rothfos war ein Sohn von Johann Dietrich Rothfos. Sein Vater arbeitete als Gastwirt und Kolonialwarenhändler. Rothfos verbrachte Kindheit und Jugend in seinem Geburtsort nördlich von Bremen. Entgegen seinen ursprünglichen Absichten, den Beruf des Mediziners zu ergreifen, begann er 1914 eine kaufmännische Berufsausbildung bei der Kaffee-Importfirma Resing & Co. in Bremen. Während des Ersten Weltkriegs leistete Rothfos Kriegsdienst. Anschließend ging er nach Berlin, wo er für eine Niederlassung eines Kaffee-Importunternehmens aus Bremen arbeitete.
Am 10. April 1922 gründete er gemeinsam mit seinem Freund Hermann Heinrich Ferdinand Gollücke die offene Handelsgesellschaft Gollücke und Rothfos. Das Unternehmen mit Sitz an der Schlachte importierte Rohkaffee. Da Hamburg seit 1887 eine Kaffeeterminbörse unterhielt und für den Kaffeehandel wesentlich bedeutender als Bremen war, eröffneten die Unternehmer dort am 17. August 1925 ein zusätzliches Einkaufsbüro. Nachdem Gollücke 1926 aus dem Hamburger Unternehmen ausgetreten war, verließ Rothfos die gemeinsame Firma in Bremen im Juli 1927. Die Unternehmer gingen fortan getrennte Wege.
Rothfos verlegte den Firmensitz in ein Kontor am Sandthorquai Nr. 20 in der Hamburger Speicherstadt, wo auch zahlreiche andere Kaffeehandelsfirmen ansässig waren. Wenngleich Rothfos starke Wettbewerber hatte, entwickelte sich das Unternehmen bis zum Beginn der Weltwirtschaftskrise gut. Rothfos erreichte einen Marktanteil von fünf bis sechs Prozent der deutschen Rohkaffeeimporte. Der Unternehmer gehörte zu dieser Zeit dem Vorstand des Vereins der am Caffee betheiligten Firmen an, dessen Vorsitz er zeitweise übernahm. Während der Zeit des Nationalsozialismus sanken die Umsätze erneut. Gründe hierfür waren Einschränkungen im freien Handel aufgrund von Devisenbewirtschaftung und staatliche Quotenregelungen. Während des Zweiten Weltkriegs stellte das Unternehmen den Kaffeehandel komplett ein. Die Geschäftsräume Rothfos wurden bei der Operation Gomorrha zerstört.
Nach Kriegsende handelte Rothfos unter anderem Teppiche, Kleidungsstücke, Kosmetikartikel und Autos. Außerdem baute er ein neues Geschäftsfeld auf: er verarbeitete und verkaufte Heilkräuter und Wildfrüchte für die pharmazeutische Industrie, die daraus Tee produzierte. Hieraus entstand 1948 die Arbeitsgemeinschaft für den Vertrieb von Konsumgütern. Das Unternehmen hatte 2008 rund 300 Filialen. Ab 1948 handelte Rothfos auch wieder mit Kaffee. Das Unternehmen zog ein Jahr später in den Sandthorquaihof in der Speicherstadt. Nachdem der Kaffeehandel 1954 liberalisiert worden war, expandierte Rothfos. Der Unternehmer behauptete sich erfolgreich in einem starken Wettbewerbsumfeld. Dabei importierte er nicht nur Rohstoffe, sondern verarbeitete und vertrieb den Kaffee selbst. Rothfos etablierte Niederlassungen in Ländern, aus denen er Kaffee importierte, darunter 1955 ein Unternehmen in Costa Rica. Außerdem richtete er Anlagen ein, in denen die Rohstoffe gelagert und verarbeitet werden konnten. Darüber hinaus baute er Vertriebsniederlassungen und Handelszentren in Absatzländern in Europa und den USA auf. Zu den von ihm gegründeten Unternehmen gehörten 1955 die Union Kaffee Rösterei und die Deutsche Extrakt Kaffee.
Bernhard Rothfos war bis ins hohe Alter in leitender Funktion im Unternehmen tätig. 1980 übernahm er den Aufsichtsratsvorsitz der neugegründeten Kommanditgesellschaft auf Aktien, die 1986 in eine Aktiengesellschaft umgewandelt wurde. Das Unternehmen entwickelte sich zu einem Weltmarktführer mit einem Marktanteil von 10 Prozent im Jahr 1988. Rothfos galt als „der wichtigste Rohkaffee-Händler der Welt“. Im selben Jahr übernahm die Neumann Kaffee Gruppe die Aktienmehrheit.

## Familie
Bernhard Rothfos heiratete 1923 Mika Benecke, die er nach Ende des Ersten Weltkriegs in Berlin kennengelernt hatte. Das Ehepaar hatte drei Söhne und eine Tochter. Die Söhne Cuno und Jan Beernd übernahmen 1977 teilweise die Bereiche Verarbeitung und Vertrieb im väterlichen Unternehmen. Nach Rothfos Ehefrau ist die Mika Rothfos Stiftung in Niendorf benannt. Bernhard Rothfos hatte die Wohnanlage für bedürftige alte Menschen 1959 ins Leben gerufen.